# (6116) Still
(6116) Still es un asteroide perteneciente al cinturón de asteroides, región del sistema solar que se encuentra entre las órbitas de Marte y Júpiter, descubierto el 26 de octubre de 1984 por Edward Bowell desde la Estación Anderson Mesa (condado de Coconino, cerca de Flagstaff, Arizona, Estados Unidos).

## Designación y nombre
Designado provisionalmente como 1984 UB3. Fue nombrado Still en homenaje a William Grant Still, compositor estadounidense, también conocido como el "Decano de compositores negros estadounidenses". Aunque estaba muy a gusto en el mundo musical del blues y los espirituales, la mayor contribución de Still a la música fue como un destacado y prolífico compositor de sinfonías, óperas, ballets, música de cámara, música de piano y otras obras en la tradición de las formas musicales clásicas. Su estilo es básicamente neo-romántico, incluso cuando presenta complejidades estructurales. Todavía sigue siendo considerado un compositor estadounidense primero y un compositor de color al final.

## Características orbitales
Still está situado a una distancia media del Sol de 2,989 ua, pudiendo alejarse hasta 3,269 ua y acercarse hasta 2,709 ua. Su excentricidad es 0,093 y la inclinación orbital 0,837 grados. Emplea 1887,98 días en completar una órbita alrededor del Sol.

## Características físicas
La magnitud absoluta de Still es 12,4. Tiene 8,925 km de diámetro y su albedo se estima en 0,267. 